# Günter Brödl
Günter Brödl (* 22. März 1955 in Wien; † 10. Oktober 2000 ebenda) war ein österreichischer Schriftsteller, Songtexter und Musikjournalist.

## Leben
In den Siebzigerjahren begann Günter Brödl als Radiomoderator der Ö3-Sendung Die Musicbox. Er befasste sich dort vor allem mit der amerikanischen Rockmusik.
Sein erstes literarisches Werk Der kühle Kopf – ein Erzählband – erschien 1975. 1976 folgte das Theaterstück Zum Freundschaftspreis und 1977 Draußen in der Stadt, das 1978 vom ORF als 18-teilige Fernsehserie verfilmt wurde. 1978 erschien sein Buch Click Clack – Wiener Rockstories.
1979 tauchte in Günter Brödls Theaterstück Wem gehört der Rock n' Roll? erstmals die Figur des „Ostbahn-Kurti“ auf. Weil ihm Ostbahn-Kurti, im Stück eine Nebenrolle, so gut gefiel, erfand er für diese Kunstfigur auch gleich ihre ganze Biografie.
Ostbahn-Kurti hatte angeblich bereits zwei LPs produziert und es erschienen immer wieder Songtexte in diversen Zeitungen. Auch die Musicbox brachte ein Ostbahn-Interview. Um seine Story noch glaubwürdiger zu machen, gab Brödl Anzeigen auf wie „Suche erste Platte von Ostbahn-Kurti!“, sprayte auf Autobahnbrücken „Kurt Ostbahn lebt!“ und veranstaltete am 1. April 1983 ein „Sold out“-Konzert der fiktiven Rockband „Ostbahn-Kurti & die Chefpartie“.
Nach einem weiteren Theaterstück – Schlafstadtkinder schlafen nicht (1979) – und dem Roman Tempo City (1982) traf Brödl 1983 den Musiker Willi Resetarits, damals Mitglied der Band Schmetterlinge, mit dem er dem Phänomen Ostbahn-Kurti Leben einhauchte.
Fortan übertrug Brödl amerikanische Rock-Klassiker ins Wienerische; so wurde z. B. aus „Sharp Dressed Man“ Neiche Schoin und aus „I Heard It Through The Grapevine“ Wo hamma denn den Foaschein. 1985 erschien die erste LP Ostbahn Kurti & die Chefpartie, gefolgt von unzähligen Live-Konzerten, bei denen Brödl zunächst als Beleuchter, dann als legendärer „Trainer“ immer mit von der Partie war. Von 1985 bis zu seinem plötzlichen Tod am 10. Oktober 2000 verfasste er sämtliche Songtexte für Ostbahn-Kurti & die Chefpartie und später für Kurt Ostbahn & die Kombo, welche auf insgesamt 20 Tonträgern erschienen sind, von denen acht erst nach Brödls Tod veröffentlicht wurden.
Weiters verfasste Brödl die sechs Ostbahn-Kurti-Kriminalromane Blutrausch (1995), Hitzschlag (1996), Platzangst (1997), Kopfschuß (1999) Peep-Show / Trainer & Trash ermitteln (gemeinsam mit Peter Hiess, 2000) und Schneeblind (2002, posthum veröffentlicht).
1997 kam eine Blutrausch-Verfilmung (Regie: Thomas Roth) ins Kino, für die Brödl auch das Drehbuch verfasst hatte. 1998 erschien sein Liederbuch Ostbahn: Auslese.
Brödl schrieb auch Songtexte für andere Musiker, darunter Minisex, Denk, Babsi Balou, Klaus Trabitsch und Mom & Dead. Er übersetzte außerdem zwei Asterix-Bände ins Wienerische (Da grosse Grobn und Da Woasoga).
1993 fand beim Donaufestival Amstetten die Uraufführung seines Stücks Dynamo Donau Blues, Bluesical statt, 1999 übersetzte er fürs Wiener Schauspielhaus das Musical Hotline to heaven und im selben Jahr wurde sein Musical Be-Bop A Lulatsch '59 im Wiener Metropol uraufgeführt.
Des Weiteren arbeitete Brödl mit dem Graphiker Ronald Putzker zusammen. Mit ihm schuf er die Comic-Serie Anna Stein und den Band Rehpublik Österreich (2000) – ein fiktiver Reiseführer durch die Rehpublik Österreich, in der seit 100 Jahren das Reh „rehgiert“.

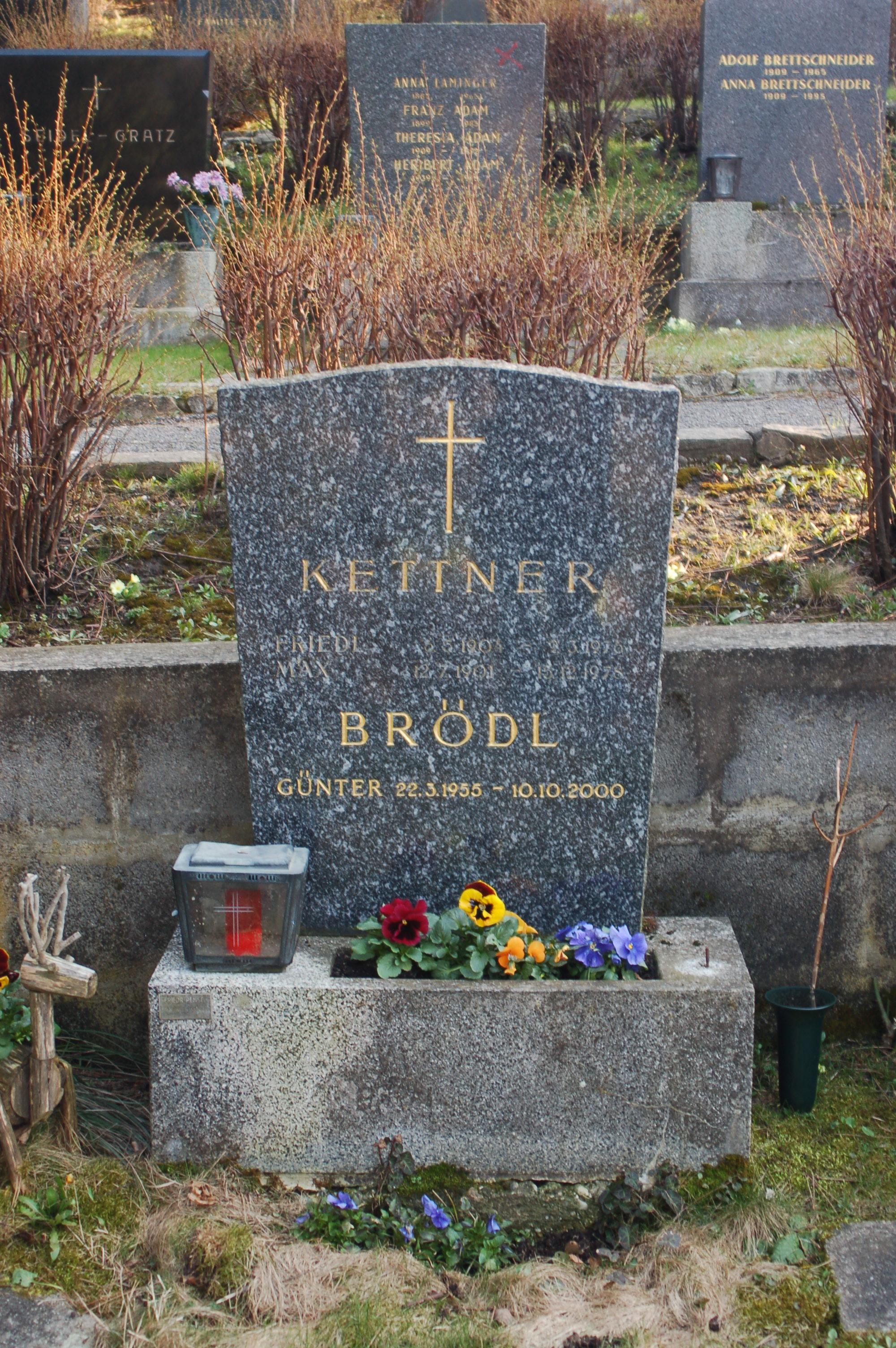
Grabmal von Günter Brödl auf dem Neustifter Friedhof (8-4-3)

Am 10. Oktober 2000 verstarb Günter Brödl im Alter von nur 45 Jahren in seiner Wohnung in Wien am plötzlichen Herztod. Neben seiner literarischen Arbeit war er einer der profiliertesten Musikjournalisten Österreichs. 2001 wurde er für sein Lebenswerk posthum mit dem Amadeus Austrian Music Award geehrt.

## Werke

### Bücher
- 1975: Der kühle Kopf, zwei flüchtige Erzählungen. Verlag Jugend und Volk, Wien. ISBN 3-7141-6986-5
- 1978: Click Clack, drei Erzählungen. Verlag Pohl'n' Mayer, Kaufbeuren. ISBN 3-88288-003-1
- 1982: Tempo City
- 1995: Blutrausch, Kriminalroman. Haymon Verlag, Innsbruck.ISBN 3-85218-202-6
- 1996: Hitzschlag
- 1997: Platzangst
- 1998: Trainer & Trash (Fortsetzungsroman im Wiener)
- 1998: Ostbahn-Auslese, Dialektgedichte, Songtexte. Verlag Kremayr & Scheriau, Wien. ISBN 3-218-00645-7
- 1999: Kopfschuss, Kriminalroman. Mit Illustrationen von Ronald Putzker. Verlag Kremayr & Scheriau, Wien. ISBN 3-218-00646-5
- 2000: Peep-Show
- 2000: Rehpublik Österreich
- 2002: Schneeblind

### Diskografie (als Ostbahn-Songtexter)
- 1985: Ostbahn-Kurti & die Chefpartie
- 1985: Live
- 1988: A schene Leich
- 1989: Liagn & Lochn
- 1991: 1/2 so wüd
- 1992: A blede Gschicht
- 1994: Saft & Kraft
- 1994: Trost & Rat
- 1995: Espresso Rosi
- 1997: Reserviert fia zwa
- 1997: Blutrausch
- 1999: 50 verschenkte Jahre im Dienste der Rockmusik (auch als Sänger von „Des kränkt“)
- 2001: Ohjo
- 2002: Kurtiositäten
- 2003: Wann de Musik…
- 2003: … vuabei is
- 2003: Hohe Warte Live 1
- 2003: Hohe Warte Live 2
- 2003: Hohe Warte Live 3
- 2005: Höchste Zeit – ein Abend im Gasthaus Quell

### Theaterstücke
- 1976: Zum Freundschaftspreis
- 1977: Draußen in der Stadt
- 1979: Wem gehört der Rock 'n' Roll?
- 1979: Schlafstadtkinder schlafen nicht
- 1982: Tempomatic (Performance)
- 1993: Dynamo Donau Blues
- 1999: Hotline To Heaven
- 2000: Be-Bop A Lulatsch '59

### Drehbücher
- 197?: Vor dem Stichtag, TV
- 197?: Ohne Netz, TV
- 1978: Draußen in der Stadt, 18-teilige Fernsehserie, ORF
- 1981: Saturday Night Frust, TV-Film, ORF
- 1982: Neon Mix, TV-Film, ORF
- 1985: Belle's Paradise, TV-Film, ORF
- 1985: Wild Taste Of Chicago, Musikfilm, ORF (auch Regie)
- 1990: Rockin' Video, mehrere Folgen, ORF
- 1995: Ein Abend im Espresso Rosi (auch Regie)
- 1997: Blutrausch, Kinofilm (mit Milan Dor & Willi Resetarits)
- 2000: Hitzschlag (mit Willi Resetarits)

### Comics
- 1989: „Anna Stein“ Hasenjagd
- 1991: „Anna Stein“ Hotel Paranoia
- 1992: „Liagn & Lochn“, Beilage zur gleichnamigen LP
- 1994: „Anna Stein“ Das letzte Alpenglühen
- 1995: „Anna Stein“ Sammelband
- 1997: „Asterix“ „Da grosse Grobn“
- 1998: „Asterix“ „Da Woasoga“